# NATCHIN
NATCHIN（なっちん、1971年10月15日 - ）は、日本のミュージシャンである。本名は中川泰。東京都出身。血液型はB型。元アミューズ所属。

## 経歴
- 1991年 ボーカリストの栄喜と共にバンドを結成
- 1993年 バンド名をSIAM SHADEに改名
- 1995年 シングル『RAIN』でメジャーデビュー
- 2001年 初の日本武道館ライブを決行
- 2002年 バンド解散。以降ソロ活動を開始
- 2003年 NATINからNATCHINに名義を変更
- 2007年 Anchang (ex.SEX MACHINEGUNS) のライブにゲストとして参加
- 2008年 Anchang (ex.SEX MACHINEGUNS) とANNIE (ex.THE YELLOW MONKEY) らと共にバンドBIG BITESを結成。
- 2014年 21g結成、2019年3月8日解散。

## 人物
- ロックバンド・SIAM SHADEのベーシスト兼リーダーとして知られる。
- DAITAと同じ世田谷区立烏山中学校出身。
- 本郷高校時代は大学受験を目指していたが、栄喜から「武道館でライブを演っている夢を見た」と告げられ、突如受験勉強を止めてミュージシャンを志す。
- 1999年にかねてからファンだった女優の伊藤かずえと結婚、2001年には長女が誕生。しかし、2013年8月上旬に離婚する[2]。
- 芸名の由来は、DAITAの友人に名前を聞かれた際に「中川だけど」と答えたところ、「じゃあナッチンだ」と返されたのがきっかけである。尚、「NATIN」から「NATCHIN」に表記を変えたのは、ソロ活動の際に英詞を手伝ってくれた外国人に「NATINという表記だと“ネイティン”にしか読めない」と指摘された為である[3]。
- 主にハードロックやファンクの影響を受ける。
- 父親の仕事の都合で、5歳から8歳の3年間、エクアドルに住んでいたことがある[3]。
- バンド時代の先輩バンドであるLUNA SEAのベーシスト・Jをリスペクトしている。
- 栄喜と共にGrace ModE（LUNA SEAのSUGIZOと真矢が過去に在籍していたバンドPINOCCHIOの元ボーカリストtezyaが在籍）のローディーをやっていたことがある。
- バンド後期には5弦ベースも使用。
- サポート活動で吉川晃司や相川七瀬のバックバンドに参加。
- 佐藤公彦・金山一彦・原田喧太等と共にバンドDogs Boneを結成して活動していた。

## ディスコグラフィー

### ソロ
アルバム
- FAITH（2003年3月12日、SQE-001）
- STAND（2003年8月14日、SQE-003）

### BIG BITES
EP
- ROUGH MIX（BIG-001、ライブ会場・通販限定販売）
- TOUGH MIX（2012年9月14日、BMP-1011）

アルバム
- Leopard（2009年4月3日、GNCL-7009）
- Lion（2011年6月8日、BMP-2007）

ライブDVD
- TOUR 2012 LET IT BB THE FINAL（2012年12月15日、ライブ会場・通販限定販売）

### 21g
シングル
- 天照賛歌（2014年10月4日、21G-002C）
- エメラルドグリーン（2014年10月4日、21G-003C）
- 魂ノ歌（2016年3月21日、21G-005C）

配信シングル
- 情熱SUMMER DAY（2016年7月22日）
- HEAVY RAIN（2016年9月7日）
- 1st FINGER（2017年3月21日）

アルバム
- GENORATION（2015年3月21日、21G-004）
- GENORATION 2（2018年4月25日、21G-009）

### 参加作品
- 遠藤一馬 feat.谷本貴義「Home」（2022年）[4]
- ROYAL FORCE「クリスティーナ / Nockin'」（2023年）[5]